# Brazília az 1998. évi téli olimpiai játékokon
Brazília a japán Naganóban megrendezett 1998. évi téli olimpiai játékok egyik részt vevő nemzete volt. Az országot az olimpián 1 sportágban 1 sportoló képviselte, aki érmet nem szerzett.

## Alpesisí
Férfi
| Versenyző       | Versenyszám            | Eredmény | Helyezés |
| --------------- | ---------------------- | -------- | -------- |
| Marcelo Apovian | Szuperóriás-műlesiklás | 1:49,43  | 37.      |